# Alexandre Tuffèri
Alexandre Tuffèri o Tuffère (en grec Αλέξανδρος Τουφερής - Alexandros Touferis) (Atenes, Grècia, 8 de juny de 1876 - 14 de març de 1958) va ser un atleta franco-grec, que va néixer i viure a Atenes. Competí als Jocs Olímpics d'Atenes de 1896 per França, però també establí alguns rècords nacionals amb Grècia.
Finalitzà en segona posició en la prova del triple salt, rere l'estatunidenc James Connolly, que s'imposà amb un salt de 13,71 metres, per 12,70 metres de Tuffèri.
Tuffère va ser un dels nou atletes que va disputar la prova del salt de llargada, però es desconeix els salts realitzats i sols se sap que no fou cap dels quatre millors classificats.
El 1900 participà en els Jocs de París, on disputà la prova del triple salt, en què finalitzà en 6a posició. El 1906 participà en els Jocs Intercalats, però aquest cop representant a Grècia.
El novembre de 1940, Tuffère, que vivia a Atenes per aquell temps, va ser nomenat per a ser cap d'un grup del Partit Gaullista, organitzat per simpatitzants del moviment de la França Lliure. Amb tot, el veritable líder del grup fou Octave Merlier.